# Aphyllodium
Aphyllodium är ett släkte av ärtväxter. Aphyllodium ingår i familjen ärtväxter.
Kladogram enligt Catalogue of Life:
| Aphyllodium | \| \| Aphyllodium australiense \| \| \| \| \| \| Aphyllodium hispidum \| \| \| \| |
|             | \| \| Aphyllodium australiense \| \| \| \| \| \| Aphyllodium hispidum \| \| \| \| |
|             | Aphyllodium australiense                                                          |
|             |                                                                                   |
|             | Aphyllodium hispidum                                                              |
|             |                                                                                   |